# 透明边树萝卜
透明边树萝卜（学名：Agapetes hyalocheilos）为杜鹃花科树萝卜属下的一个种。

## 扩展阅读
- 維基物種上的相關：透明边树萝卜